# Tranvía de tracción animal

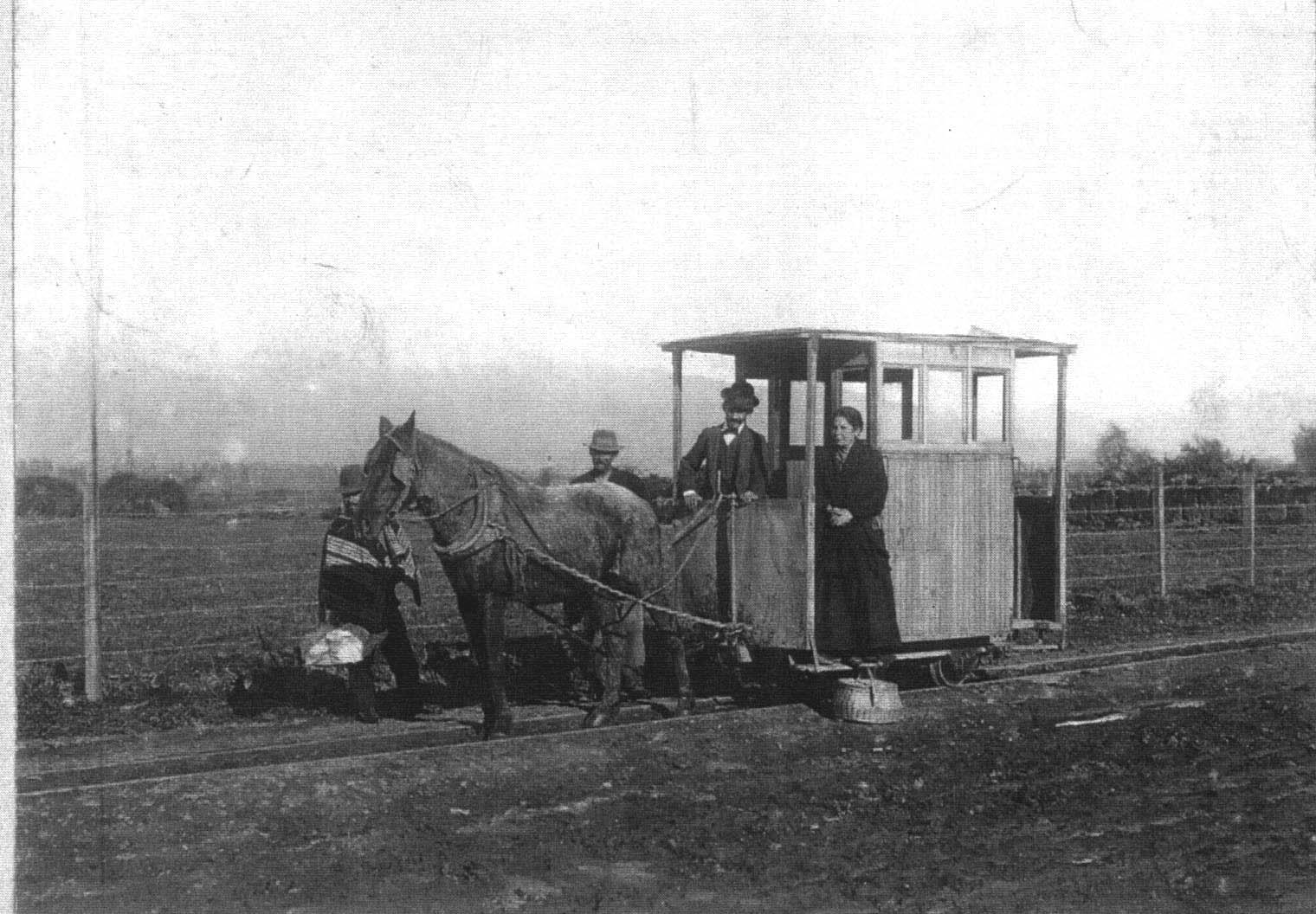
Tranvía en las vías del Ferrocarril Central Argentino, camino al hospital de Vicente López, en General Rodríguez, Buenos Aires, Argentina.

Un tranvía de tracción animal o tranvía de sangre es un vehículo que se desplaza sobre rieles de fundición tirado por caballos o mulas. Se utilizaba para el transporte de bienes o pasajeros.